# Michael Beck (Schauspieler)

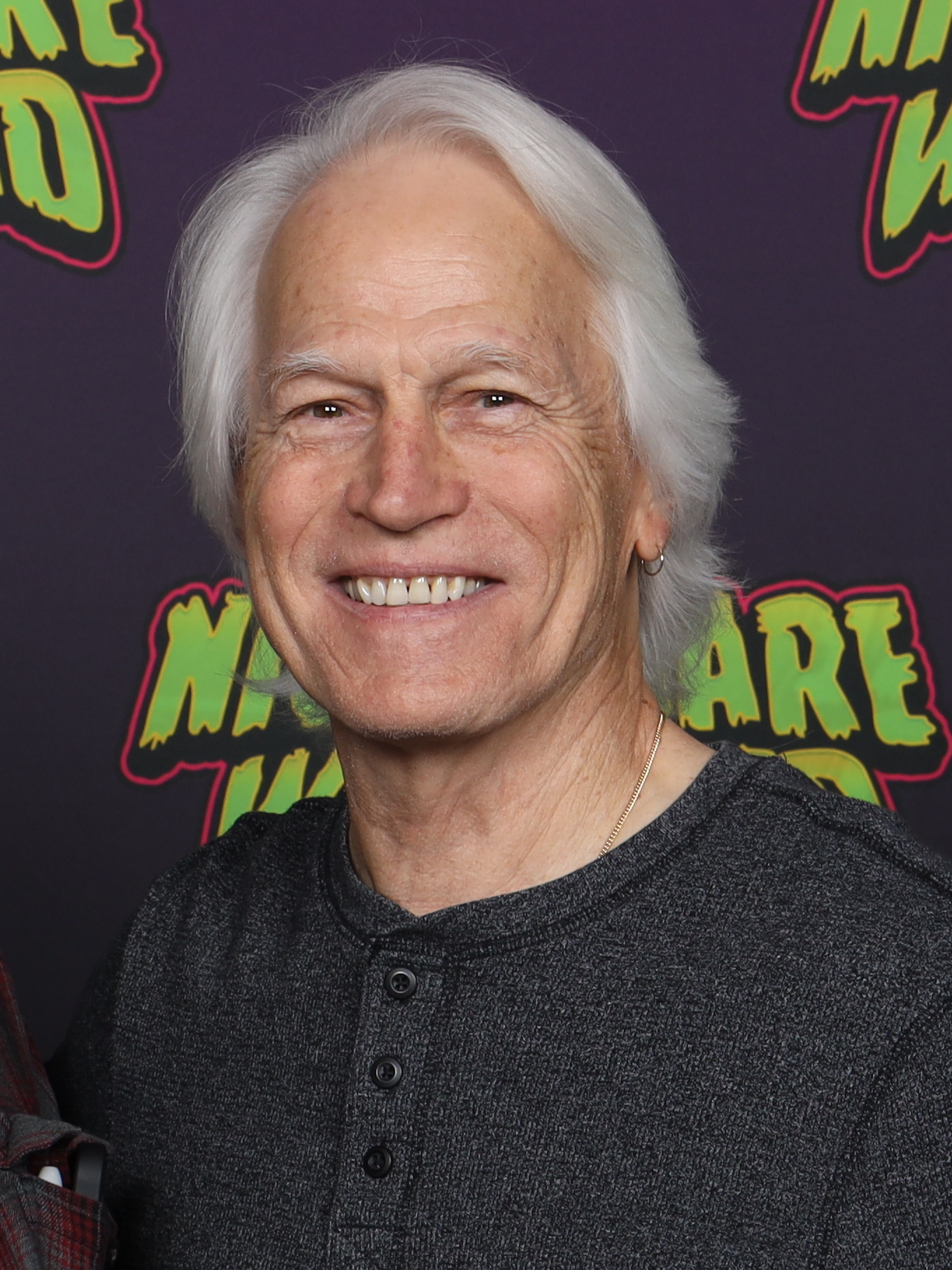
Michael Beck

John Michael Beck Taylor (* 4. Februar 1949  in Memphis, Tennessee) ist ein US-amerikanischer Schauspieler.

## Leben
Beck besuchte die „Memphis University School“ und anschließend das „Millsaps College“ in Jackson, Mississippi. Nach einem Abschluss in Betriebswirtschaft wurde er für einen Kurs an der London Central School of Speech and Drama ausgewählt. Nach Anfängen auf der Bühne wurde er mit seinen Filmrollen als „Swan“ in Die Warriors, als „Sonny Malone“ in Xanadu und als "Dallas" in Megaforce bekannt. Später war Beck einer der beiden Hauptdarsteller in der Serie Houston Knights (1987), in der er Sgt. Levon Lundy, einen texanischen Polizisten, spielte. Auch weiter trat er in Actionfilmen auf, so spielte er in Filmen wie Der Kampfkoloß, mit.
Beck hat zahlreiche Hörbücher gesprochen, unter anderem eine Reihe von Aufnahmen der Werke John Grishams. Etlichen Zeichentrickfilmen lieh er ebenfalls seine Stimme.
Michael Beck lebt heute mit seiner Frau und seinen Kindern in Kalifornien.

## Filmografie (Auswahl)
- 1978: Holocaust
- 1979: Die Warriors (The Warriors)
- 1980: Xanadu (Xanadu)
- 1980: Alcatraz (The Whole Shocking Story)
- 1981: Der Kampfkoloß (Warlords of the 21st Century)
- 1982: Megaforce
- 1983: Triumph des Mannes, den sie Pferd nannten (Triumphs of a Man Called Horse)
- 1983: Celebrity: Der Ruhm (Celebrity)
- 1983: Die goldene Robbe (The Golden Seal)
- 1983: The Last Ninja (The Last Ninja)
- 1984: Spiel mit der Angst (Rearview Mirror)
- 1985: Chiller – Kalt wie Eis (Chiller)
- 1985: Blackout – Bestie in Schwarz (Blackout)
- 1986: Houston Knights – Die glorreichen Zwei: Ein neuer Partner (Mirrors) (Fernsehfilm)
- 1989: Final Judgement (Final Judgement)
- 1991: Spiel gegen den Tod (Deadly Game)
- 1991: Wettlauf mit dem Tod (Dead Run)
- 1993: Mord im Visier (Fade To Black)
- 1998: Moglis große Abenteuer (Mowglis First Adventure)